# 憨班镇
憨班镇，原为憨班乡，是中华人民共和国甘肃省甘南藏族自治州舟曲县下辖的一个乡镇级行政单位。2018年9月撤乡改镇。

## 行政区划
憨班镇下辖以下地区：
果者村、香椿沟村、憨班村、汗拜拉阿村、杭嘎村、古当村、宝拉村、老沟村和黑峪村。